# 國際社會學協會
國際社會學協會（簡稱ISA）是一个致力于社会学和社会科学领域科学目的非營利組織，創立於1949年，與聯合國教育科學文化組織（UNESCO）有正式關係，目前共有 167 个国家的约 4,500 名个人成员和 45 个集体成员。其宗旨是："代表各地不同學校、不同的研究方法、不同意識形態的社會學家，並且在全世界推廣社會學知識"。它与国际社会学研究所(IIS) 一起被视为世界领先的国际社会学组织。除了聯合國教育科學文化組織，國際社會學協會同時是國際科學理事會成員，並且是聯合國經濟及社會理事會的特別顧問，具有联合国经济及社会理事会的专门咨商的地位。
ISA的國際會議每四年舉行一次，最後一次是2023年6月25日至7月1日在澳洲墨爾本舉行的第二十屆世界社會學大會。ISA還組織了一些小型會議，並出版了兩種同行評審的學術期刊：當前社會學和國際社會學。
ISA 的第一任主席（1949-1952）是Louis Wirth。現任主席（2023-2027年）是來自比利時的傑弗里·普萊耶斯(Geoffrey Pleyers)。

## 起源
ISA的歷史可以追溯到1948年聯合國教科文組織社會科學部的倡議。該倡議是一項更大計劃的一部分，旨在通過改善世界各地學者之間的聯繫，“促進對建立和平世界秩序至關重要的領域的研究”，共同改革世界範圍內的社會科學。截至1949年，社會學協會僅存在於比利時、巴西、中國、德國、意大利、日本、荷蘭和美國，另外大約24個國家的不同類型的機構中有社會學家代表。成立於1893年的國際社會學研究所（IIS）被認為能力太有限，因此決定需要創建一個新的組織 。最終，來自 21 個國家的代表受邀參加1949年9月5日至11日在奧斯陸舉行的制憲大會 
。該組織最初闡明的目的其目標是通過在不同地區發展“社會學家之間的個人聯繫”和鼓勵“信息的國際傳播和交流”等措施，“在全世界範圍內推進社會學知識”。任命了臨時理事會、執行秘書、財務主管和秘書處人員，通過了法規。SA的第一任主席是Louis Wirth 。第一屆 ISA 會議計劃於 1950 年舉行。

## 世界大會
國際社會學協會每四年舉辦一次世界大會。现任主席是黎巴嫩社會學家Sari Hanafi。
世界大會是國際社會學協會最受矚目的活動，其節目內容和參加人數從第一屆大會以來便急遽增加，當初第一屆大會在瑞士的蘇黎世舉辦，其參與者只有一百多人而已。

## 组织
ISA章程在瓦爾納世界大會期間首次修訂，隨後於1974年在多倫多、1978年在烏普薩拉、1982年在墨西哥城、1986年在新德里、1994年在比勒費爾德和2010年在哥德堡再次修訂。最初，ISA 的管理機構是國家代表理事會。理事會選舉了執行委員會，由主席一名、副主席三名、執行秘書一名和其他六名成員組成。1970年，ISA允許一般個人會員資格（之前它側重於組織會員資格） 。從此，ISA有了個人會員和集體會員。目前，國家協會理事會由研究理事會作為補充，該理事會由所有研究委員會的個人代表組成。兩院每四年在代表大會上舉行一次理事會會議，選舉主席和其他官員。
ISA 的科學活動是在研究委員會的主持下進行的，該委員會聚集了對社會學中類似子領域或主題感興趣的社會學家。截至1997年，此類團體共有59個，成員總數為4442人 。當時最大的兩個群體是移民和社會分層。截至2012年7月，ISA網頁列出了55個研究委員會、3個工作組和5個專題組。截至1994年，ISA有45個國家協會為其成員。目前其成員來自167個國家。
ISA 青少年社會學家網絡 (JSN) 是一個由學生、早期職業學者和從業者組成的全球網絡，旨在共享信息和開展合作。
ISA 辦事處已多次變更地點；自 1987 年以來，他們位於西班牙馬德里。雖然在成立之初，ISA的預算主要由聯合國教科文組織的資金組成，但現代ISA的預算主要（90%）由會員會費和出版物銷售組成；只有 10% 來自教科文組織/ISSC 的贈款。
ISA是國際社會科學理事會的成員，具有與聯合國教科文組織有正式聯繫關係的非政府組織地位，並具有聯合國經濟及社會理事會的專門咨商地位。
ISA 认可的语言为英语、法语和西班牙语；英语是该组织的行政语言。

## ISA 世界大會
自 1962 年以來，ISA 世界大會每四年在不同地點舉行一次；在此之前，代表大會每三年舉行一次。自第一屆代表大會在瑞士蘇黎世（1950年）召開以來，協會的計劃和代表大會的與會者人數迅速增長，與會者人數約為150人；1994 年在德國比勒費爾德舉行的大會吸引了 3,678 名與會者。

## ISA 論壇
論壇的概念匯集並重新定義了傳統組織的 ISA 研究理事會會議和 ISA 研究委員會臨時會議。活動有兩種：一種是研究委員會之間的對話，由 RC 代表在研究理事會會議上提交的論文組成；另一種是由 RC 組織的平行活動。ISA 論壇已在巴塞隆納（2008 年）、布宜諾斯艾利斯（2012 年）和維也納（2016 年）舉行。

## ISA 卓越研究與實踐獎
ISA 傑出研究與實踐獎設立於 2013 年 3 月。該獎項頒發給透過對學科、專業和 ISA 做出傑出貢獻來推進和促進社會學知識和實踐的社會學家。該獎項每四年在國際社會學協會世界大會上舉行一次特別的 ISA 頒獎典禮上頒發。Immanuel Wallerstein是 2014 年日本橫濱 ISA 世界社會學大會的第一位獲獎者。

## 馬泰·多安基金會獎
最为傑出的社會學家会被授予社會學“馬泰·多安基金會獎 （页面存档备份，存于）”来表彰他們對該領域進步的終身貢獻。2010年之後，ISA世界大會每四年頒發一次的獎項被終止。

## 社會學最具影響力著作調查
1997年，ISA對其會員進行了一項調查以確定20世紀社會學領域最具影響力的書籍。成員們被要求說出對他們自己的專業工作影響最大的五本書。总共有 455 名受訪者（佔 ISA 成員的 16%），其中 20.9% 的受訪者將《經濟與社會》評為馬克斯·韋伯 ( Max Weber)，位居ISA榜單之首。名單是在 1998 年 ISA 大會上公佈的。

## 歷屆世界大會舉辦地點
- 列日, 比利時 (1953)
- 阿姆斯特丹, 荷蘭 (1956)
- 斯特雷萨, 義大利 (1959)
- 華盛頓特區, 美國 (1962)
- 埃維昂萊班, 法國 (1966)
- 瓦爾那, 保加利亞 (1970)
- 多倫多, 加拿大 (1974)
- 烏普薩拉, 瑞典 (1978)
- 墨西哥城, 墨西哥 (1982)
- 新德里, 印度 (1986)
- 馬德里, 西班牙 (1990)
- 比勒費爾德, 德國 (1994)
- 蒙特利爾, 加拿大 (1998)
- 布里斯班, 澳大利亞 (2002)
- 德班, 南非 (2006)
- 哥德堡, 瑞典 (2010)
- 横滨市, 日本 (2014)

## 历届会长
- 1949-1952 Louis Wirth, 美國
- 1953-1956 Robert C. Angell, 美國
- 1956-1959 Georges Friedmann, 法國
- 1959-1962 Thomas Humphrey Marshall, 英國
- 1962-1966 René König, 德國
- 1966-1970 Jan Szczepański (sociologist), 波蘭
- 1970-1974 Reuben Hill, 美國
- 1974-1978 Thomas Bottomore, 英國
- 1978-1982 Ulf Himmelstrand, 瑞典
- 1982-1986 費爾南多·恩里克·卡多佐, 巴西
- 1986-1990 玛格丽特·阿彻, 英國
- 1990-1994 T.K. Oommen, 印度
- 1994-1998 伊曼紐·華勒斯坦, 美國
- 1998-2002 Alberto Martinelli, 意大利
- 2002-2006 Piotr Sztompka, 波蘭
- 2006-2010 Michel Wieviorka, 法國
- 2010-2014 麥克·布洛維, 美國
- 2014-2018 Margaret Abraham, 美國

- 2018-2022 Sari Hanafi，黎巴嫩
- 2023-2027 Geoffrey Pleyers，比利時

## 外部連結
- 國際社會學協會（页面存档备份，存于）（英文）